# Hyposoter albicans
Hyposoter albicans är en stekelart som först beskrevs av Carl Gustav Alexander Brischke 1880.  Hyposoter albicans ingår i släktet Hyposoter och familjen brokparasitsteklar. Inga underarter finns listade i Catalogue of Life.